# 仁義会
仁義会（じんぎかい）、台湾高雄県左營区に本拠を置くとされる黒社会組織、広域暴力団、天道盟の下部団体の一。活動地域は主に台湾台北市信義区一帶と桃園県と高雄県左營区、総構成員は不明。
天道盟最初の六大下部団体の一。

## 略史
1984年、一清特別案件のため入獄したの角頭を逮捕されて、竹聯幇が勢力の巨大ないじめ人を頼りにしていることを不満に思って、刑務所の中で本省掛（本省人系）のヤクザ連盟を結んで外省掛（外省人系）の竹聯幇に対抗しにくることを提案している。陳氏（実際な名前不明）はその時この提案に応えていた。
1987年、みんなが出獄した後に、すぐさま台湾各地で太陽会、済公会、孔雀会、不倒会、敏徳会、鴨覇会（今の仁義会）の下部団体（暴力団）を設立する、その時陳氏は仁義会の会長を担当する。
※刑務所の内で創立する時、鴨覇会といいます。出獄した後に高雄県左營区が正式に創立する時名称を仁義会に変えます。「鴨覇」台湾でことわざの発音（アァバ），横暴に取り合わない意味があります。

## 最高幹部
- 会長：金明生
- 副会長：呉連期
- 桃園区会長：何盛松